# Rivière Kamouraska
Pour les articles homonymes, voir Kamouraska.
La rivière Kamouraska est affluent de la rive sud du fleuve Saint-Laurent où elle se déverse à deux km à l’est du centre du village de Kamouraska. Cette rivière coule dans les municipalités de Saint-Gabriel-Lalemant, de Mont-Carmel, Saint-Bruno-de-Kamouraska, Saint-Pascal et de Kamouraska (municipalité), dans les municipalités régionales de comté (MRC) de Kamouraska, dans la région administrative du Bas-Saint-Laurent, dans la province de Québec, au Canada.

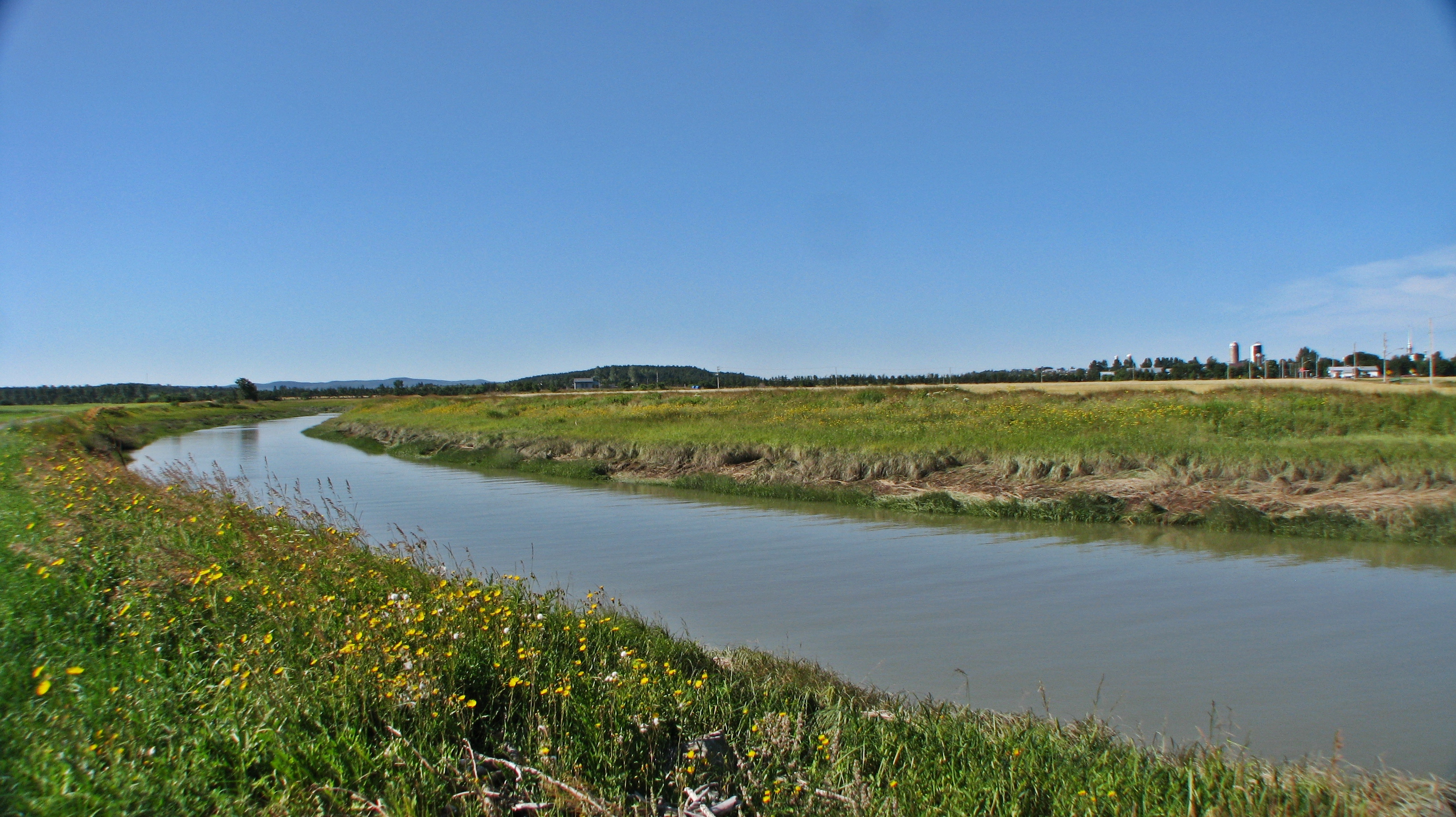

## Géographie
La rivière Kamouraska prend sa source dans le rang Chénard, dans la partie est de la municipalité de Saint-Gabriel-Lalemant. Son bassin couvre près de 300 km2, incluant les sous-bassins des rivières Dufour, Saint-Denis et Goudron.
À partir de sa source, la rivière Kamouraska coule sur environ 35 km, répartis selon les segments suivants :
- vers le nord-est dans Saint-Gabriel-Lalemant, jusqu'à la limite de Mont-Carmel en recueillant le cours d'eau Albert venant du nord, jusqu'à la route 287 ;
- vers le nord-est en recueillant le cours d'eau Roussel, jusqu'à la limite entre Mont-Carmel et Saint-Bruno-de-Kamouraska ;
- vers le nord, en traversant la route du Petit-Bras, en recueillant les eaux de la rivière Saint-Denis venant de l'est et en traversant sous le pont d'une autre route, jusqu'à la limite de Saint-Pascal ;
- vers le nord-ouest en formant une grande boucle vers le nord-est et en traversant Les Sept Chutes, jusqu'au chemin du 4e Rang Ouest ;
- vers le nord-ouest et en traversant la Chute Dancauste, en serpentant jusqu'à la route 230 ;
- vers l'ouest, en recueillant les eaux de la rivière Dufour venant du sud, jusqu'à l'autoroute 20 ;
- vers le nord-ouest, en serpentant jusqu'à la route du rang de l'Embarras ;
- vers le nord-ouest, en passant à l'ouest de la montagne de l'Embarras et en recueillant les eaux du cours d'eau Lévesque, en serpentant jusqu'à la route de Kamouraska ;
- vers le nord, jusqu'à la limite de Kamouraska ;
- vers le nord-ouest dans Kamouraska jusqu'à son embouchure sur l'estuaire maritime du Saint-Laurent, ce segment traverse la route 132.

## Toponymie
Le plus ancien usage de l'appellation « rivière Kamouraska » a été relevée dans l’acte de concession de la seigneurie de Kamouraska du 15 juillet 1674 : «[…] trois lieues de terre de front le long du fleuve Saint-Laurent, scavoir: deux lieues au-dessus de la rivière appelée Kamouraska […]». Depuis le XVIIe siècle, l’appellation « Rivière Kamouraska » a été relevé dans des dizaines de documents et de cartes. Une trentaine de noms officiels de lieux du Québec comportent le spécifique Kamouraska. L’origine de ce terme amérindien reste incertaine. Cette appellation pourrait être issue du mot algonquin akamaraska signifiant « où il y a des joncs au bord de l'eau ». Tandis qu’en langue micmac, cette appellation toponymique s’explique par le terme kamoo, signifiant « étendue », et de askaw, signifiant « foin ou jonc ».
Dans l’histoire de ce secteur qui remonte au début de la colonie française, les habitants ont fait usage d’une quinzaine d’autres appellations désignant la rivière Kamouraska dont quelques-uns sont encore d'usage populaire.
Jadis, ce cours d’eau était désigné « Rivière aux Perles » sur les cartes. Cette variante toponymique a été relevée initialement dans les années 1920 ; elle proviendrait de la présence, à l'époque, de moules perlières au fond de ce cours d'eau. Dans la zone en amont de la rivière, les affluents étaient désignés « Le Petit Bras » et rivière du Petit Bras, usage toponymique débutant dès le début du XIXe siècle. Ces variantes viendraient de la confluence, dans ce secteur, de la rivière Kamouraska et de la rivière Saint-Denis qui était communément désignée « Le Grand Bras ».
Le toponyme « rivière Kamouraska » a été officialisé le 7 mars 2006 par la Commission de toponymie du Québec.